# Charlie Parker Sextet
Charlie Parker Sextet è un album discografico di Charlie Parker pubblicato negli USA nel 1950.

## Tracce
1. My Old Flame – 3:16
2. Air Conditioning – 3:03
3. Crazeology – 3:08
4. Bird Feathers – 3:09
5. Out of Nowhere – 4:11
6. Bongobeep – 2:57
7. Bird Feathers – 2:54
8. Klactoveedsedstene – 3:09

## Formazione
- Charlie Parker: sassofono alto
- Tommy Potter: contrabbasso
- Max Roach: batteria
- Duke Jordan: pianoforte
- J. J. Johnson: trombone
- Miles Davis: tromba